# Ferruccio Laviani

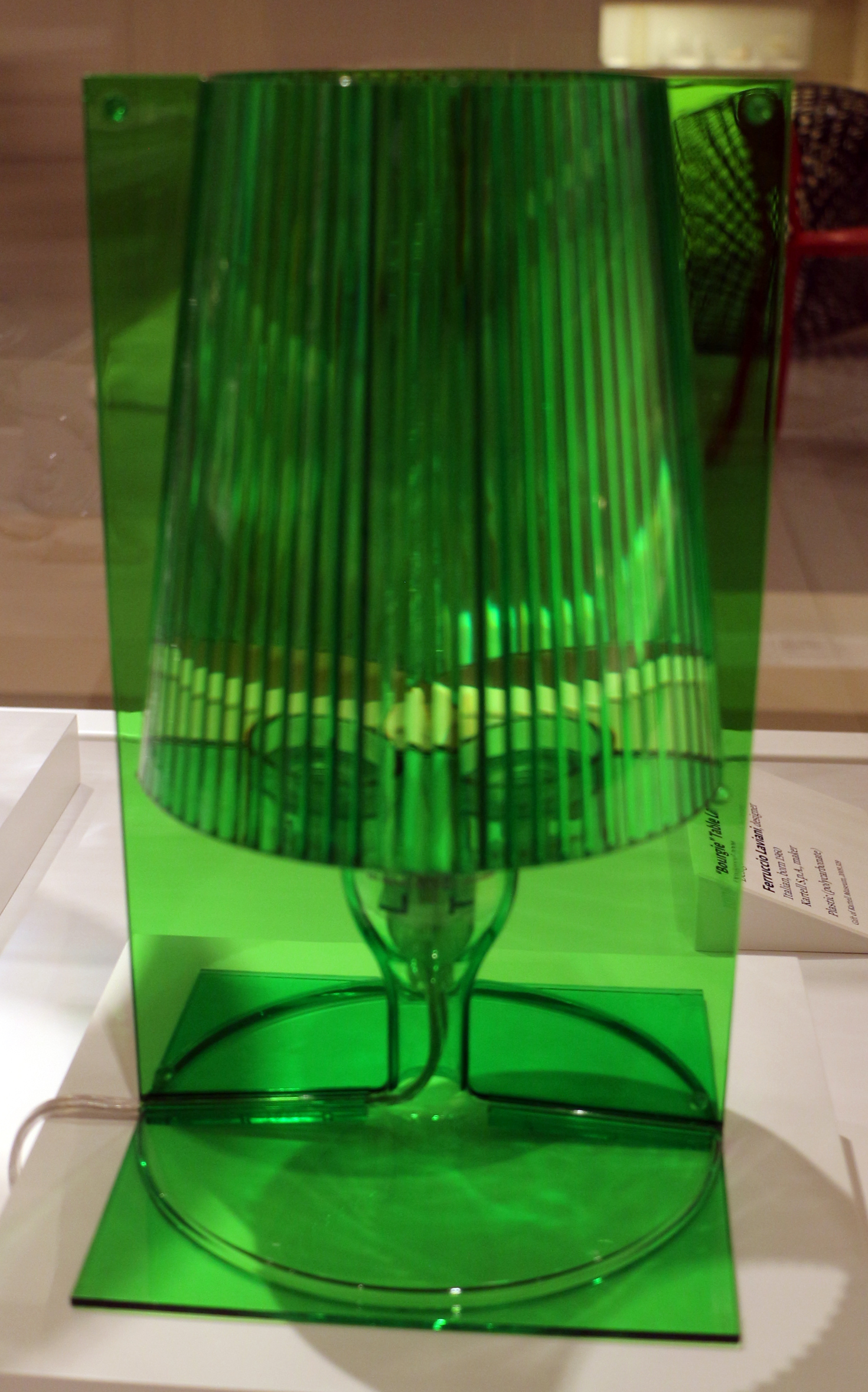
Take Lamp, pentru Kartell, 2003

Pietro Ferruccio Laviani (n. 1960, Cremona, Lombardia, Italia) este un arhitect și designer italian.

## Biografie
Laviani a început să învețe meseria de lutier în orașul său natal, dar a abandonat ucenicia după un an. S-a dus la Milano, să studieze acolo arhitectura și designul la Politecnico di Milano. Printre profesorii lui se numară Achille Castiglioni, Marco Zanuso și Ettore Sottsass. A obținut diploma în 1986. Deja în anii precedenți, din 1983, a lucrat pentru designerul Michele De Lucchi și a devenit partenerul său în 1986, înainte de a lucra, în 1991, pe cont propriu.
În același an, Laviani a avut primul său succes la Salone internazionale del mobile cu planul și proiectarea reprezentatiei companiei italiene de mobilă Kartell. Pentru Kartell a fost activ în următorii ani la participări la târguri. În 2000 a dezvoltat plafoniera Fly pentru târg. În anul 2015, Kartell a creat Battery LED pentru noptiera, care poate fi reîncărcată prin cablu USB și lampadarul Kabuki. Alte modele cunoscute ale lui Laviani pentru Kartell sunt masa pe rotile Max și lampa Bourgie. Pentru compania italiană Foscarini SRL a creat, printre altele, lampa Orbital .
Laviani locuiește împreună cu familia sa în centrul orașului Milano și lucrează acolo cu cei doisprezece arhitecți și designeri ai săi. 

## Legături externe
- Site-ul web al designerului[nefuncțională]